# 1276
Portal Geschichte | Portal Biografien | Aktuelle Ereignisse | Jahreskalender | Tagesartikel

◄ |
12. Jahrhundert |
13. Jahrhundert
| 14. Jahrhundert | ►

◄ |
1240er |
1250er |
1260er |
1270er
| 1280er | 1290er | 1300er | ►

◄◄ |
◄ |
1272 |
1273 |
1274 |
1275 |
1276
| 1277 | 1278 | 1279 | 1280 | ► | ►►
Staatsoberhäupter  · Nekrolog
| Januar | Januar | Januar | Januar | Januar | Januar | Januar | Januar |
| Kw     | Mo     | Di     | Mi     | Do     | Fr     | Sa     | So     |
| ------ | ------ | ------ | ------ | ------ | ------ | ------ | ------ |
| 1      |        |        | 1      | 2      | 3      | 4      | 5      |
| 2      | 6      | 7      | 8      | 9      | 10     | 11     | 12     |
| 3      | 13     | 14     | 15     | 16     | 17     | 18     | 19     |
| 4      | 20     | 21     | 22     | 23     | 24     | 25     | 26     |
| 5      | 27     | 28     | 29     | 30     | 31     |        |        |

| Februar | Februar | Februar | Februar | Februar | Februar | Februar | Februar |
| Kw      | Mo      | Di      | Mi      | Do      | Fr      | Sa      | So      |
| ------- | ------- | ------- | ------- | ------- | ------- | ------- | ------- |
| 5       |         |         |         |         |         | 1       | 2       |
| 6       | 3       | 4       | 5       | 6       | 7       | 8       | 9       |
| 7       | 10      | 11      | 12      | 13      | 14      | 15      | 16      |
| 8       | 17      | 18      | 19      | 20      | 21      | 22      | 23      |
| 9       | 24      | 25      | 26      | 27      | 28      | 29      |         |

| März | März | März | März | März | März | März | März |
| Kw   | Mo   | Di   | Mi   | Do   | Fr   | Sa   | So   |
| ---- | ---- | ---- | ---- | ---- | ---- | ---- | ---- |
| 9    |      |      |      |      |      |      | 1    |
| 10   | 2    | 3    | 4    | 5    | 6    | 7    | 8    |
| 11   | 9    | 10   | 11   | 12   | 13   | 14   | 15   |
| 12   | 16   | 17   | 18   | 19   | 20   | 21   | 22   |
| 13   | 23   | 24   | 25   | 26   | 27   | 28   | 29   |
| 14   | 30   | 31   |      |      |      |      |      |

| April | April | April | April | April | April | April | April |
| Kw    | Mo    | Di    | Mi    | Do    | Fr    | Sa    | So    |
| ----- | ----- | ----- | ----- | ----- | ----- | ----- | ----- |
| 14    |       |       | 1     | 2     | 3     | 4     | 5     |
| 15    | 6     | 7     | 8     | 9     | 10    | 11    | 12    |
| 16    | 13    | 14    | 15    | 16    | 17    | 18    | 19    |
| 17    | 20    | 21    | 22    | 23    | 24    | 25    | 26    |
| 18    | 27    | 28    | 29    | 30    |       |       |       |

| Mai | Mai | Mai | Mai | Mai | Mai | Mai | Mai |
| Kw  | Mo  | Di  | Mi  | Do  | Fr  | Sa  | So  |
| --- | --- | --- | --- | --- | --- | --- | --- |
| 18  |     |     |     |     | 1   | 2   | 3   |
| 19  | 4   | 5   | 6   | 7   | 8   | 9   | 10  |
| 20  | 11  | 12  | 13  | 14  | 15  | 16  | 17  |
| 21  | 18  | 19  | 20  | 21  | 22  | 23  | 24  |
| 22  | 25  | 26  | 27  | 28  | 29  | 30  | 31  |

| Juni | Juni | Juni | Juni | Juni | Juni | Juni | Juni |
| Kw   | Mo   | Di   | Mi   | Do   | Fr   | Sa   | So   |
| ---- | ---- | ---- | ---- | ---- | ---- | ---- | ---- |
| 23   | 1    | 2    | 3    | 4    | 5    | 6    | 7    |
| 24   | 8    | 9    | 10   | 11   | 12   | 13   | 14   |
| 25   | 15   | 16   | 17   | 18   | 19   | 20   | 21   |
| 26   | 22   | 23   | 24   | 25   | 26   | 27   | 28   |
| 27   | 29   | 30   |      |      |      |      |      |

| Juli | Juli | Juli | Juli | Juli | Juli | Juli | Juli |
| Kw   | Mo   | Di   | Mi   | Do   | Fr   | Sa   | So   |
| ---- | ---- | ---- | ---- | ---- | ---- | ---- | ---- |
| 27   |      |      | 1    | 2    | 3    | 4    | 5    |
| 28   | 6    | 7    | 8    | 9    | 10   | 11   | 12   |
| 29   | 13   | 14   | 15   | 16   | 17   | 18   | 19   |
| 30   | 20   | 21   | 22   | 23   | 24   | 25   | 26   |
| 31   | 27   | 28   | 29   | 30   | 31   |      |      |

| August | August | August | August | August | August | August | August |
| Kw     | Mo     | Di     | Mi     | Do     | Fr     | Sa     | So     |
| ------ | ------ | ------ | ------ | ------ | ------ | ------ | ------ |
| 31     |        |        |        |        |        | 1      | 2      |
| 32     | 3      | 4      | 5      | 6      | 7      | 8      | 9      |
| 33     | 10     | 11     | 12     | 13     | 14     | 15     | 16     |
| 34     | 17     | 18     | 19     | 20     | 21     | 22     | 23     |
| 35     | 24     | 25     | 26     | 27     | 28     | 29     | 30     |
| 36     | 31     |        |        |        |        |        |        |

| September | September | September | September | September | September | September | September |
| Kw        | Mo        | Di        | Mi        | Do        | Fr        | Sa        | So        |
| --------- | --------- | --------- | --------- | --------- | --------- | --------- | --------- |
| 36        |           | 1         | 2         | 3         | 4         | 5         | 6         |
| 37        | 7         | 8         | 9         | 10        | 11        | 12        | 13        |
| 38        | 14        | 15        | 16        | 17        | 18        | 19        | 20        |
| 39        | 21        | 22        | 23        | 24        | 25        | 26        | 27        |
| 40        | 28        | 29        | 30        |           |           |           |           |

| Oktober | Oktober | Oktober | Oktober | Oktober | Oktober | Oktober | Oktober |
| Kw      | Mo      | Di      | Mi      | Do      | Fr      | Sa      | So      |
| ------- | ------- | ------- | ------- | ------- | ------- | ------- | ------- |
| 40      |         |         |         | 1       | 2       | 3       | 4       |
| 41      | 5       | 6       | 7       | 8       | 9       | 10      | 11      |
| 42      | 12      | 13      | 14      | 15      | 16      | 17      | 18      |
| 43      | 19      | 20      | 21      | 22      | 23      | 24      | 25      |
| 44      | 26      | 27      | 28      | 29      | 30      | 31      |         |

| November | November | November | November | November | November | November | November |
| Kw       | Mo       | Di       | Mi       | Do       | Fr       | Sa       | So       |
| -------- | -------- | -------- | -------- | -------- | -------- | -------- | -------- |
| 44       |          |          |          |          |          |          | 1        |
| 45       | 2        | 3        | 4        | 5        | 6        | 7        | 8        |
| 46       | 9        | 10       | 11       | 12       | 13       | 14       | 15       |
| 47       | 16       | 17       | 18       | 19       | 20       | 21       | 22       |
| 48       | 23       | 24       | 25       | 26       | 27       | 28       | 29       |
| 49       | 30       |          |          |          |          |          |          |

| Dezember | Dezember | Dezember | Dezember | Dezember | Dezember | Dezember | Dezember |
| Kw       | Mo       | Di       | Mi       | Do       | Fr       | Sa       | So       |
| -------- | -------- | -------- | -------- | -------- | -------- | -------- | -------- |
| 49       |          | 1        | 2        | 3        | 4        | 5        | 6        |
| 50       | 7        | 8        | 9        | 10       | 11       | 12       | 13       |
| 51       | 14       | 15       | 16       | 17       | 18       | 19       | 20       |
| 52       | 21       | 22       | 23       | 24       | 25       | 26       | 27       |
| 53       | 28       | 29       | 30       | 31       |          |          |          |

| Januar | Januar | Januar | Januar | Januar | Januar | Januar | Januar |
| Kw     | Mo     | Di     | Mi     | Do     | Fr     | Sa     | So     |
| ------ | ------ | ------ | ------ | ------ | ------ | ------ | ------ |
| 1      |        |        | 1      | 2      | 3      | 4      | 5      |
| 2      | 6      | 7      | 8      | 9      | 10     | 11     | 12     |
| 3      | 13     | 14     | 15     | 16     | 17     | 18     | 19     |
| 4      | 20     | 21     | 22     | 23     | 24     | 25     | 26     |
| 5      | 27     | 28     | 29     | 30     | 31     |        |        |

| Februar | Februar | Februar | Februar | Februar | Februar | Februar | Februar |
| Kw      | Mo      | Di      | Mi      | Do      | Fr      | Sa      | So      |
| ------- | ------- | ------- | ------- | ------- | ------- | ------- | ------- |
| 5       |         |         |         |         |         | 1       | 2       |
| 6       | 3       | 4       | 5       | 6       | 7       | 8       | 9       |
| 7       | 10      | 11      | 12      | 13      | 14      | 15      | 16      |
| 8       | 17      | 18      | 19      | 20      | 21      | 22      | 23      |
| 9       | 24      | 25      | 26      | 27      | 28      | 29      |         |

| März | März | März | März | März | März | März | März |
| Kw   | Mo   | Di   | Mi   | Do   | Fr   | Sa   | So   |
| ---- | ---- | ---- | ---- | ---- | ---- | ---- | ---- |
| 9    |      |      |      |      |      |      | 1    |
| 10   | 2    | 3    | 4    | 5    | 6    | 7    | 8    |
| 11   | 9    | 10   | 11   | 12   | 13   | 14   | 15   |
| 12   | 16   | 17   | 18   | 19   | 20   | 21   | 22   |
| 13   | 23   | 24   | 25   | 26   | 27   | 28   | 29   |
| 14   | 30   | 31   |      |      |      |      |      |

| April | April | April | April | April | April | April | April |
| Kw    | Mo    | Di    | Mi    | Do    | Fr    | Sa    | So    |
| ----- | ----- | ----- | ----- | ----- | ----- | ----- | ----- |
| 14    |       |       | 1     | 2     | 3     | 4     | 5     |
| 15    | 6     | 7     | 8     | 9     | 10    | 11    | 12    |
| 16    | 13    | 14    | 15    | 16    | 17    | 18    | 19    |
| 17    | 20    | 21    | 22    | 23    | 24    | 25    | 26    |
| 18    | 27    | 28    | 29    | 30    |       |       |       |

| Mai | Mai | Mai | Mai | Mai | Mai | Mai | Mai |
| Kw  | Mo  | Di  | Mi  | Do  | Fr  | Sa  | So  |
| --- | --- | --- | --- | --- | --- | --- | --- |
| 18  |     |     |     |     | 1   | 2   | 3   |
| 19  | 4   | 5   | 6   | 7   | 8   | 9   | 10  |
| 20  | 11  | 12  | 13  | 14  | 15  | 16  | 17  |
| 21  | 18  | 19  | 20  | 21  | 22  | 23  | 24  |
| 22  | 25  | 26  | 27  | 28  | 29  | 30  | 31  |

| Juni | Juni | Juni | Juni | Juni | Juni | Juni | Juni |
| Kw   | Mo   | Di   | Mi   | Do   | Fr   | Sa   | So   |
| ---- | ---- | ---- | ---- | ---- | ---- | ---- | ---- |
| 23   | 1    | 2    | 3    | 4    | 5    | 6    | 7    |
| 24   | 8    | 9    | 10   | 11   | 12   | 13   | 14   |
| 25   | 15   | 16   | 17   | 18   | 19   | 20   | 21   |
| 26   | 22   | 23   | 24   | 25   | 26   | 27   | 28   |
| 27   | 29   | 30   |      |      |      |      |      |

| Juli | Juli | Juli | Juli | Juli | Juli | Juli | Juli |
| Kw   | Mo   | Di   | Mi   | Do   | Fr   | Sa   | So   |
| ---- | ---- | ---- | ---- | ---- | ---- | ---- | ---- |
| 27   |      |      | 1    | 2    | 3    | 4    | 5    |
| 28   | 6    | 7    | 8    | 9    | 10   | 11   | 12   |
| 29   | 13   | 14   | 15   | 16   | 17   | 18   | 19   |
| 30   | 20   | 21   | 22   | 23   | 24   | 25   | 26   |
| 31   | 27   | 28   | 29   | 30   | 31   |      |      |

| August | August | August | August | August | August | August | August |
| Kw     | Mo     | Di     | Mi     | Do     | Fr     | Sa     | So     |
| ------ | ------ | ------ | ------ | ------ | ------ | ------ | ------ |
| 31     |        |        |        |        |        | 1      | 2      |
| 32     | 3      | 4      | 5      | 6      | 7      | 8      | 9      |
| 33     | 10     | 11     | 12     | 13     | 14     | 15     | 16     |
| 34     | 17     | 18     | 19     | 20     | 21     | 22     | 23     |
| 35     | 24     | 25     | 26     | 27     | 28     | 29     | 30     |
| 36     | 31     |        |        |        |        |        |        |

| September | September | September | September | September | September | September | September |
| Kw        | Mo        | Di        | Mi        | Do        | Fr        | Sa        | So        |
| --------- | --------- | --------- | --------- | --------- | --------- | --------- | --------- |
| 36        |           | 1         | 2         | 3         | 4         | 5         | 6         |
| 37        | 7         | 8         | 9         | 10        | 11        | 12        | 13        |
| 38        | 14        | 15        | 16        | 17        | 18        | 19        | 20        |
| 39        | 21        | 22        | 23        | 24        | 25        | 26        | 27        |
| 40        | 28        | 29        | 30        |           |           |           |           |

| Oktober | Oktober | Oktober | Oktober | Oktober | Oktober | Oktober | Oktober |
| Kw      | Mo      | Di      | Mi      | Do      | Fr      | Sa      | So      |
| ------- | ------- | ------- | ------- | ------- | ------- | ------- | ------- |
| 40      |         |         |         | 1       | 2       | 3       | 4       |
| 41      | 5       | 6       | 7       | 8       | 9       | 10      | 11      |
| 42      | 12      | 13      | 14      | 15      | 16      | 17      | 18      |
| 43      | 19      | 20      | 21      | 22      | 23      | 24      | 25      |
| 44      | 26      | 27      | 28      | 29      | 30      | 31      |         |

| November | November | November | November | November | November | November | November |
| Kw       | Mo       | Di       | Mi       | Do       | Fr       | Sa       | So       |
| -------- | -------- | -------- | -------- | -------- | -------- | -------- | -------- |
| 44       |          |          |          |          |          |          | 1        |
| 45       | 2        | 3        | 4        | 5        | 6        | 7        | 8        |
| 46       | 9        | 10       | 11       | 12       | 13       | 14       | 15       |
| 47       | 16       | 17       | 18       | 19       | 20       | 21       | 22       |
| 48       | 23       | 24       | 25       | 26       | 27       | 28       | 29       |
| 49       | 30       |          |          |          |          |          |          |

| Dezember | Dezember | Dezember | Dezember | Dezember | Dezember | Dezember | Dezember |
| Kw       | Mo       | Di       | Mi       | Do       | Fr       | Sa       | So       |
| -------- | -------- | -------- | -------- | -------- | -------- | -------- | -------- |
| 49       |          | 1        | 2        | 3        | 4        | 5        | 6        |
| 50       | 7        | 8        | 9        | 10       | 11       | 12       | 13       |
| 51       | 14       | 15       | 16       | 17       | 18       | 19       | 20       |
| 52       | 21       | 22       | 23       | 24       | 25       | 26       | 27       |
| 53       | 28       | 29       | 30       | 31       |          |          |          |

## Ereignisse

### Politik und Weltgeschehen

#### Heiliges Römisches Reich
- Im Süden Böhmens bricht ein Adelsaufstand der Witigonen unter Boresch II. von Riesenburg und Zawisch von Falkenstein gegen König Ottokar II. Přemysl aus, der durch die im Vorjahr gegen ihn verhängte Reichsacht geschwächt ist.
- 19. September: Die Feldzüge Rudolfs I. gegen Ottokar II. Přemysl beginnen: Steiermärkische und Kärntner Adelige leisten im Stift Rein bei Graz den Reiner Schwur, mit dem sie Rudolf von Habsburg Treue schwören. Ottokar II. von Böhmen verliert damit die Herrschaft über die Steiermark und Kärnten.
- Auf die Belagerung Wiens zwischen dem 18. Oktober und 25. November durch Rudolf von Habsburg folgt die Kapitulation der Stadt. Ottokar verliert auch die Herrschaft über Österreich.

#### Weitere Ereignisse in Europa
- November: König Edward I. von England erklärt seinen Vasallen Llywelyn ap Gruffydd, den Fürsten von Wales und Gwynedd, zum Rebellen. Er bereitet einen Feldzug gegen Llywelyn im nächsten Jahr vor.
- Jaume II. ruft das Königreich Mallorca aus. Dieses erhält die Hoheit über Montpellier.
- Auf den norwegischen Thingversammlungen wird das Bylov (Stadtrecht) verabschiedet.
- Unter dem machtlosen König Ladislaus IV. wütet ein Bürgerkrieg in Ungarn zwischen den Adelsfamilien der Csák und der Kőszegi: Péter Csák zerstört mit seinen Truppen die Stadt Veszprém.

#### Stadtrechte und urkundliche Ersterwähnungen
- 9. März: Durch ein Privileg von König Rudolf von Habsburg erhält Augsburg die Befugnis des Stadtrechts und wird damit Freie Reichsstadt.
- Erstmalige urkundliche Erwähnung von Anwil, Boltigen, Goldburghausen, Kaldenkirchen, Limpach, Lüterswil, Schwaan und Wolferborn
- Ratingen und Warstein erhalten die Stadtrechte.
- Kaiserslautern und Germersheim werden Freie Reichsstadt.
- Der Deutsche Orden gründet die Ordensburg Marienburg.

### Wissenschaft und Technik
- Papierherstellung kommt nach Italien: In Fabriano geht eine der frühesten Papiermühlen im Abendland in Betrieb.
- In den von Alfons X. von Kastilien initiierten Libros del saber de astronomía (/1277) (Alfonsinische Tafeln) beschäftigen sich einige Bücher ('Kapitel') mit der Konstruktion von Uhren wie der mit Astrolabzifferblatt (s. Astrolabium), die durch kreisförmig auf einer Welle angeordnete Quecksilberkammern reguliert worden sein soll.
- Das Gaocheng-Observatorium wird errichtet.

### Kultur
- Hochgotische Westfassade des Straßburger Münsters mit reicher Plastik der Portale und großer Fensterrose (13,5 m). Der Anteil von Dombaumeister Erwin von Steinbach daran ist umstritten.

### Religion

#### Buddhismus

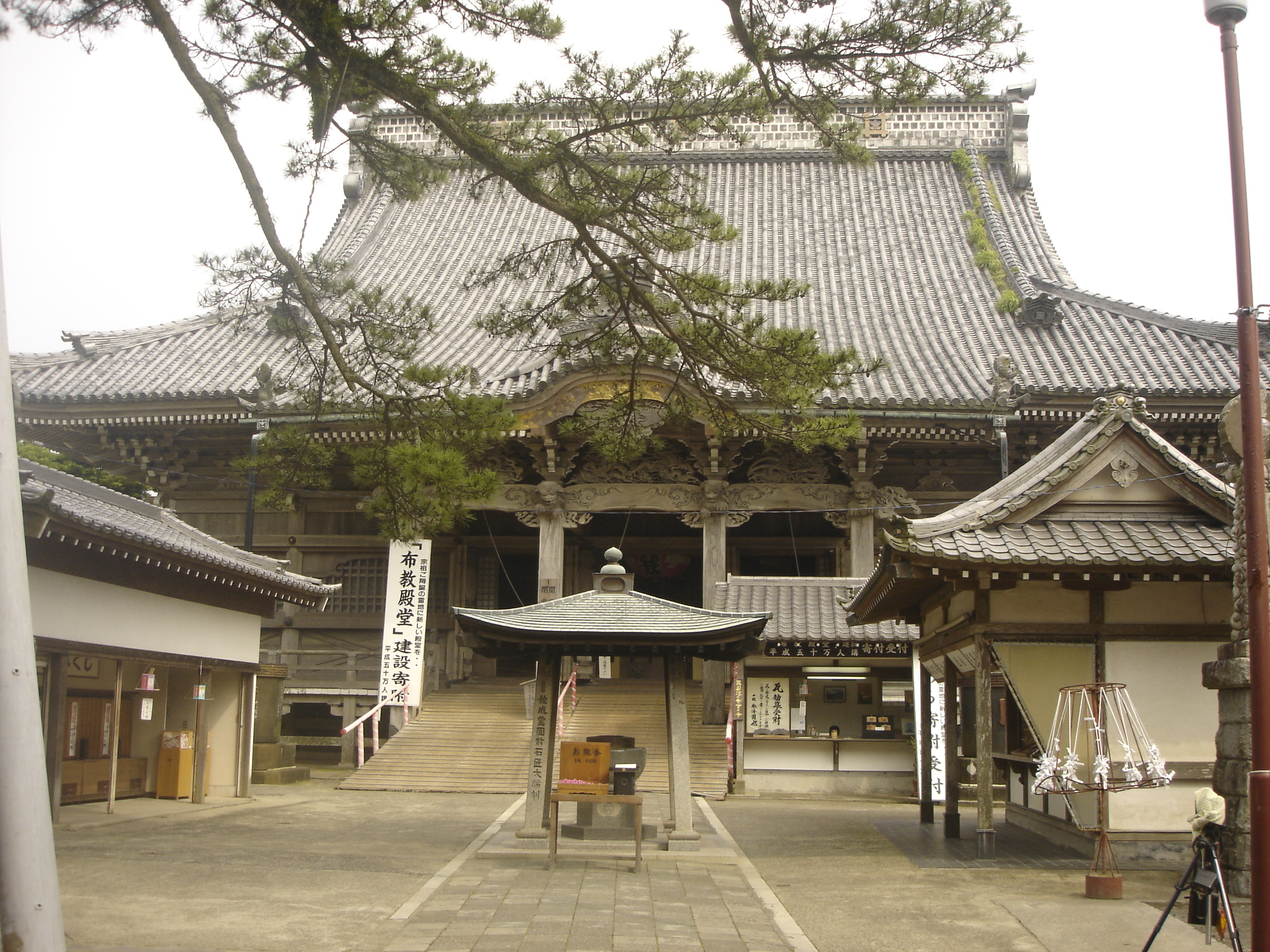
Soshidō des Tanjō-ji

- Der Tanjō-ji, ein buddhistischer Tempel der Nichiren-shū in Japan wird gegründet.

#### Christentum

##### Vierpäpstejahr

Wappen von Innozenz V.

Am 10. Januar stirbt Papst Gregor X. Mit Pierre de Tarentaise wird am 21. Januar unter dem Namen Innozenz V. zum ersten Mal ein Dominikaner Papst. Er wird nur einen Tag nach Beginn des Konklaves gewählt, das erstmals nach den strengen Regeln seines Vorgängers Gregor X. zusammenkommt. Dabei dürfen die Kardinäle das Gebäude nicht verlassen, bevor ein neuer Papst gewählt worden ist. Obwohl der neue Papst zur Neutralität tendiert, kommt er sehr rasch unter den Einfluss von Karl I. von Anjou, der als römischer Senator in Rom residiert. Nach einem knappen halben Jahr stirbt er am 22. Juni.
Das Konklave im Juli erweist sich als recht mühselig, da kein Nachfolger für Innozenz gefunden werden kann. Karl von Anjou erinnert schließlich in seiner Funktion als Senator von Rom an die Konklaveregelung des Zweiten Konzils von Lyon und übernimmt die Leitung des Konklaves. Er isoliert die Kardinäle von der Außenwelt und reduziert deren Verpflegung. Erst als die glühende Hitze des Sommers unter den Kardinälen ihre Opfer fordert – viele brechen erschöpft zusammen –, fällt die Wahl am 11. Juli auf Kardinal Ottobono Fieschi, der als Legat für England wenige Jahre zuvor maßgeblich zur Beendigung des dortigen Bürgerkriegs und zur Reform der englischen Kirche beigetragen hat. Er besteigt den Papstthron unter dem Namen Hadrian V. Weil er als Kardinaldiakon keine Priesterweihe erhalten hat, hebt Hadrian die Konklaveordnung Gregors X. auf, seine einzige schriftlich fixierte Amtshandlung, die heute noch nachweisbar ist. Bereits am 18. August stirbt er bei Viterbo an einem Hitzschlag.

Wappen von Johannes XXI.

Schließlich besteigt nach heftigen Diskussionen im Konklave am 8. September der 60-jährige Peter Rebuli-Giuliani als Johannes XXI. den Stuhl Petri. Der Einfluss des Kardinals Giovanni Gaetano Orsini gibt den Ausschlag zugunsten seiner Wahl. Johannes XXI. residiert ausschließlich in Viterbo. Der ausgebildete Mediziner regt eine Studienreform an den Universitäten an und vergibt Stipendien für besonders begabte Studenten. Während seiner Amtszeit wirken – wie schon unter Urban IV. und Clemens IV. – an der päpstlichen Kurie bedeutende Philosophen, Naturwissenschaftler und Mediziner. Um seine eigenen Studien wieder aufzunehmen, lässt er an der Rückseite des Papstpalastes in Viterbo eine Privatbibliothek anbauen.

##### Weitere Ereignisse
- Raimundus Lullus gründet die Missionsschule von Miramar auf Mallorca, an der christlichen Predigern Arabisch gelehrt wird, um die arabische Welt zu missionieren.
- Siger von Brabant, erster und führender Vertreter des sogenannten lateinischen Averroismus, wird wegen Häresie angeklagt und verliert sein Lehramt an der Artistenfakultät der Universität Paris.
- Hervaeus Natalis tritt in Morlaix, Bretagne, dem Dominikanerorden bei.
- Margareta von Ungarn wird seliggesprochen.

### Katastrophen
- In Wien brechen innerhalb kurzer Zeit am 28. März, 16. April und 30. April gleich dreimal Feuersbrünste aus, die insgesamt rund zwei Drittel der Stadt zerstören.

## Geboren

### Geburtsdatum gesichert
- 29. September: Christoph II., König von Dänemark († 1332)
- 18. Oktober: Gilbert Talbot, 1. Baron Talbot, englischer Adliger († 1346)
- 19. Oktober: Hisaaki, japanischer Shōgun († 1328)

### Genaues Geburtsdatum unbekannt
- Mai: Ludwig, Graf von Évreux und Longueville († 1319)
- Thomas Dagworth, englischer Ritter
- Fenena von Kujawien, Königin von Ungarn († 1295)
- Robert de Umfraville, englischer Adeliger († 1325)
- Rudolf II., Graf von Herrenberg († 1316)
- Nadschm ad-Dīn at-Tūfī, hanbalitischer Gelehrter († 1316)
- Wachtang III., König von Georgien († 1308)
- Yesun Timur Khan, Kaiser von China († 1328)

### Geboren um 1276

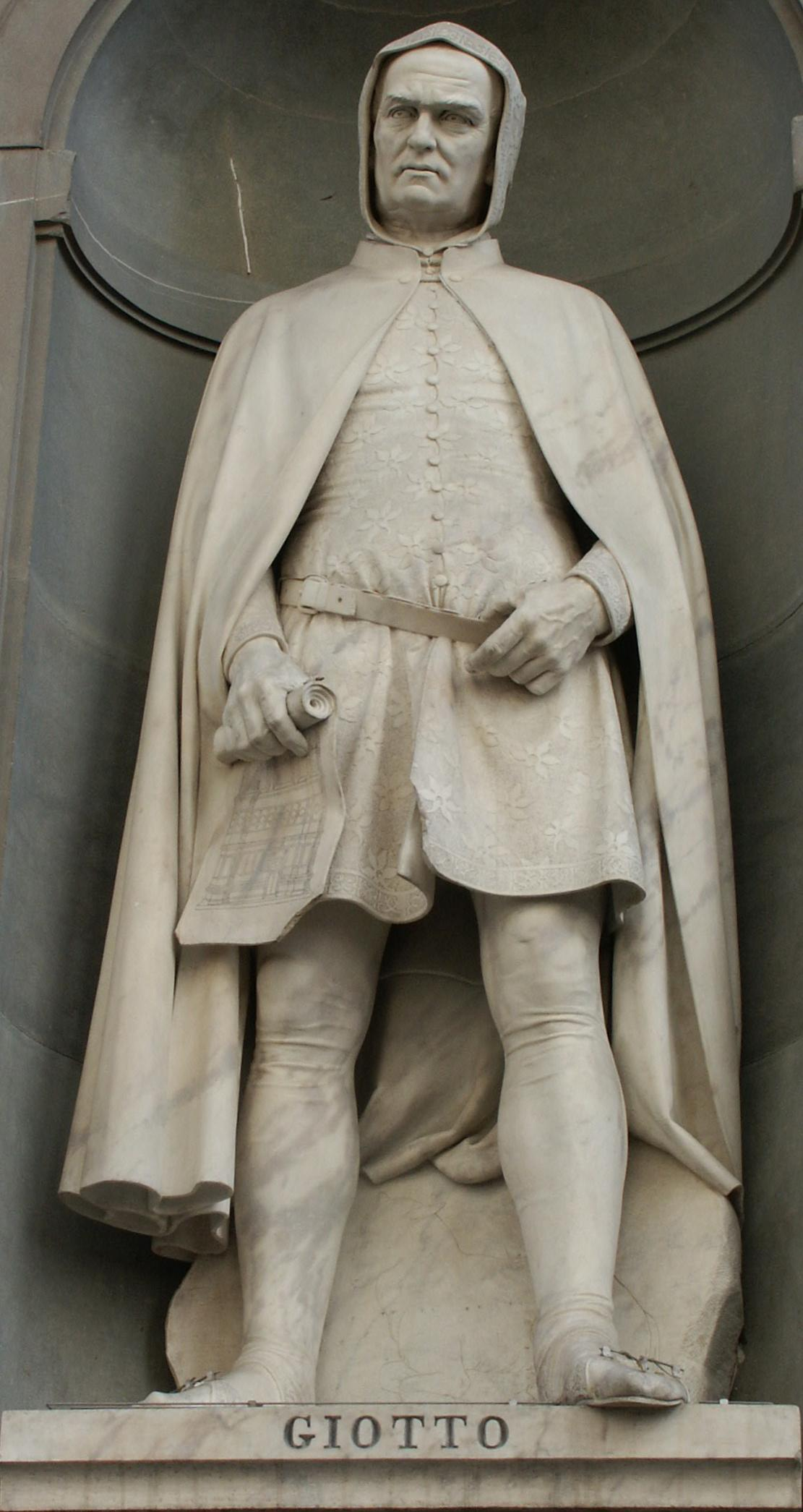
Giotto-Denkmal in Florenz

- 1267/1276: Giotto di Bondone, Florentiner Maler († 1337)
- Maud de Clare, anglo-irische Adelige († 1327)
- William Latimer, 2. Baron Latimer, englischer Adliger, Militär und Verwalter († 1327)

## Gestorben

### Todesdatum gesichert
- 4. Januar: Johannes von Tralau, Bischof von Lübeck
- 10. Januar: Gregor X., Papst (* 1210)
- 13. Januar: Diether V., Herrscher der Grafschaft Katzenelnbogen
- 24. Januar: Walram II., Graf von Nassau (* um 1220)
- 26. März: Margarete von Henneberg, Gräfin (* 1234)
- 22. Juni:  Innozenz V., Papst (* 1225)
- 27. Juli: Jakob I., König von Aragón (* 1208)
- 28. Juli: Arnold II., deutscher Abt
- 18. August: Hadrian V., Papst (* um 1205)
- 20. August: Berengar, Abt von Ebrach

### Genaues Todesdatum unbekannt
- vor dem 5. Januar: William Bardolf, englischer Adliger (* vor 1206)
- Mai: Ludwig, französischer Thronfolger (* 1264)
- Juni: Heinrich von Antiochia, Prinz (* um 1210)
- Ahmad al-Badawī, schāfiitischer Gelehrter, Prediger und Sufi (* um 1199)
- Jakob von Ibelin, Graf von Jaffa und Herr von Ramla (* um 1249)
- Lupold von Nordenberg, Hofbeamter im Heiligen Römischen Reich und Propst zu Feuchtwangen
- Smbat Sparapet, armenischer Chronist (* 1208)
- Joan de Stuteville, englische Adelige
- Wassili Jaroslawitsch, russischer Großfürst von Wladimir (* 1241)

### Gestorben um 1276
- Gerhard von Borgo San Donnino, italienischer Vertreter der Spiritualen innerhalb des Franziskanerordens
- Guido Guinizelli, italienischer Dichter und Politiker (* 1230)